# Kibing
Kibing is een bestuurslaag in het regentschap Batam van de provincie Riau-archipel, Indonesië. Kibing telt 29.635 inwoners (volkstelling 2010).